# Клімат Ірландії

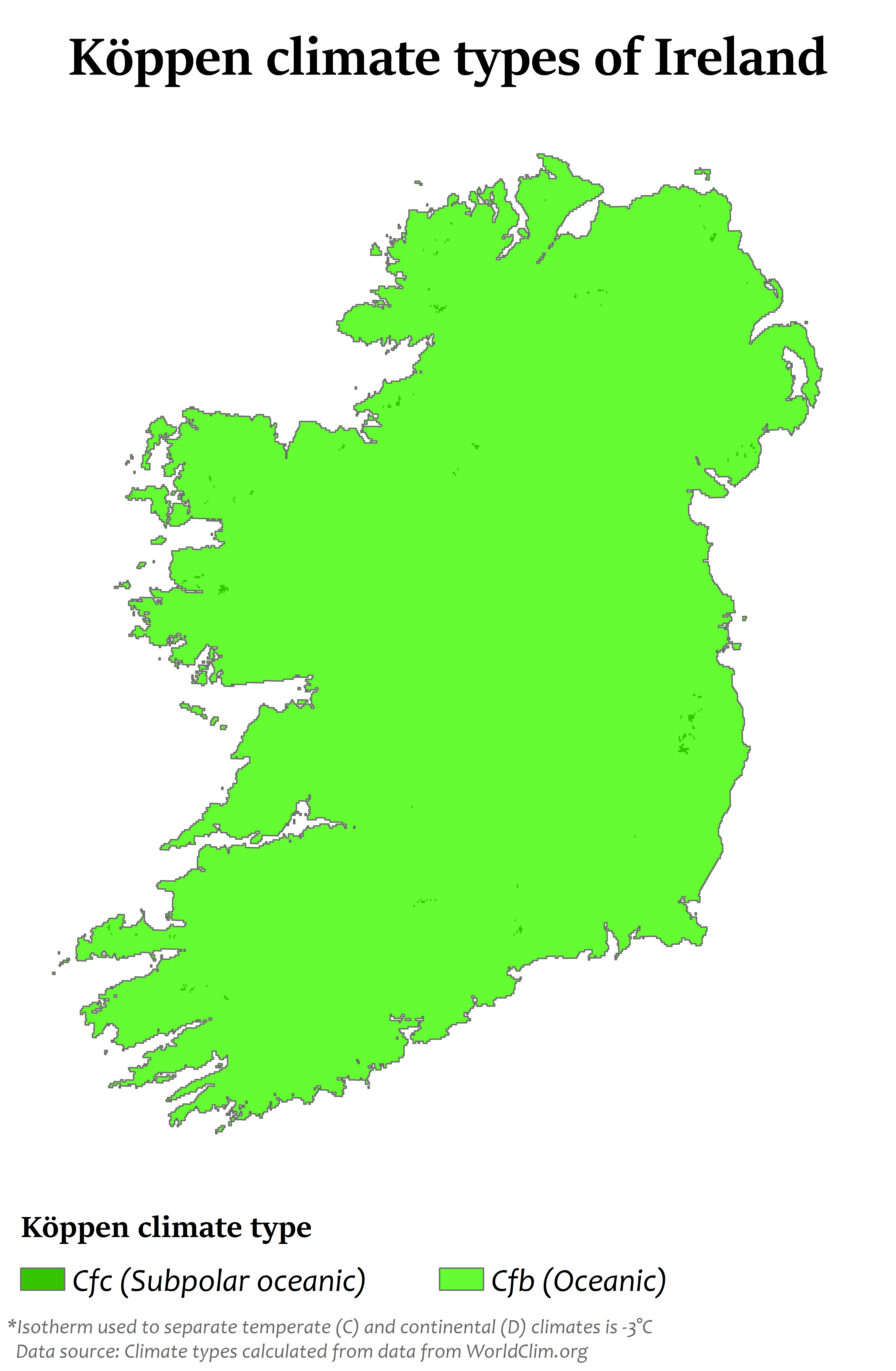
Типи клімату Кеппен в Ірландії.

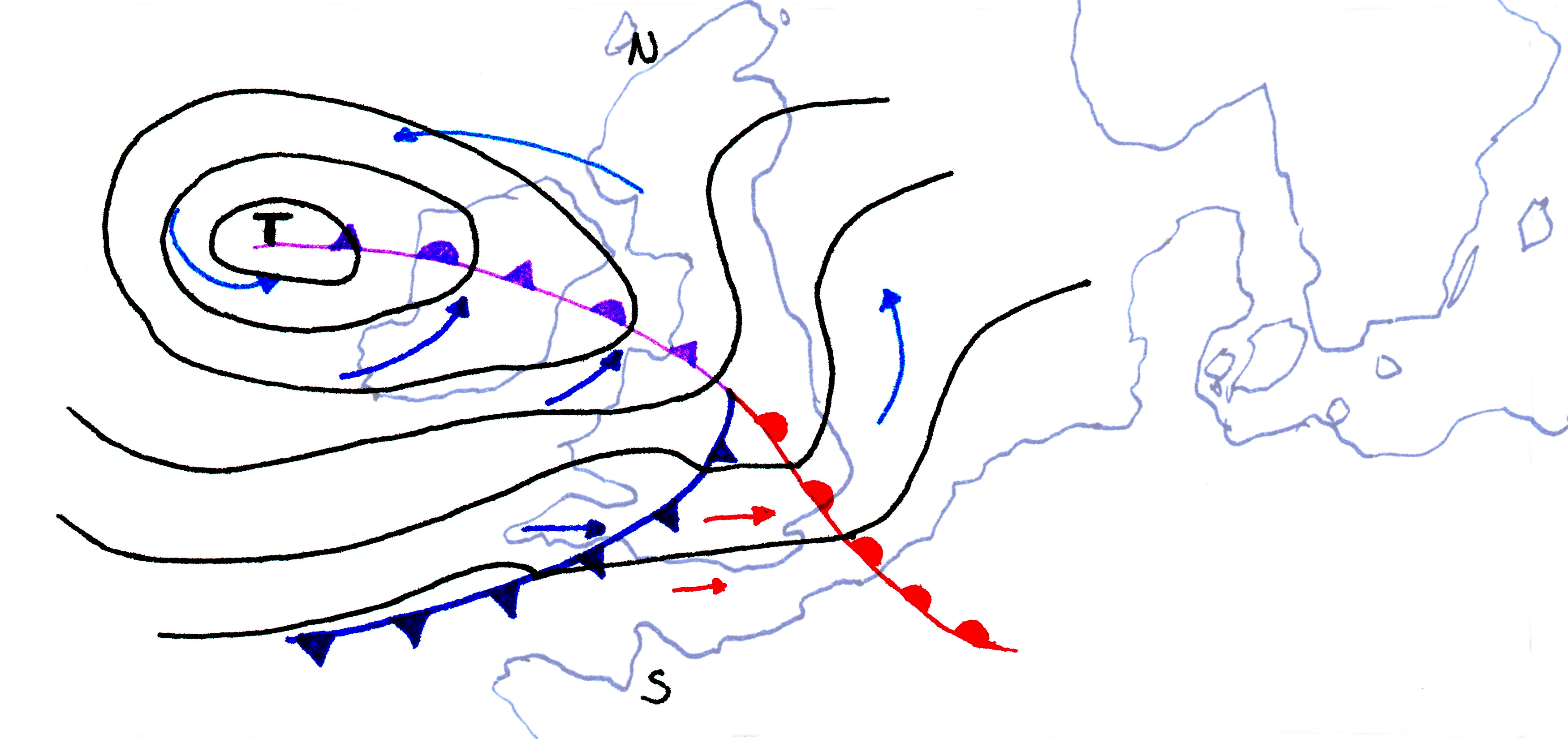
Типова північноатлантична зона низького тиску, що рухається через Ірландію.

Клімат Ірландії м'який, вологий і мінливий з великою кількістю опадів і відсутністю екстремальних температурю. Клімат Ірландії визначається як помірний океанічний клімат, або Cfb за системою кліматичної класифікації Кеппена, класифікація якої поділяється з більшістю північно-західної Європи. Зазвичай на острові тепле літо і прохолодна зима.
Оскільки Ірландія розташована за вітром від великого океану, взимку тут значно м'якше, ніж в інших місцях на тій самій широті. Кругообіг Атлантичного океану, який включає такі океанічні течії, як Північноатлантична течія та Гольфстрім, вивільняє додаткове тепло над Атлантикою, яке потім переноситься переважаючими вітрами в бік Ірландії, створюючи, наприклад, зимовий клімат у Дубліні м'якший, ніж в інших помірних океанічних зонах. клімат у подібних місцях.
Переважаючий вітер дме з південного заходу. Біля західного узбережжя графства Керрі, щорічно випадає майже вдвічі більше опадів, ніж у Дубліні на сході (1400 мм або 55,1 дюйма порівнянні 714 мм або 28,1 дюйма).
Січень і лютий — найхолодніші місяці року, середньодобова температура повітря коливається від 4 до 7 °C (39,2 і 44,6 °F) протягом цих місяців. Найтепліші — липень і серпень із середньодобовою температурою 14 до 16 °C (57,2 до 60,8 °F), тоді як середньодобові максимуми в липні та серпні коливаються від 17 до 18 °C (62,6 до 64,4 °F) біля узбережжя від 19–20 °C (66,2–68,0 °F) всередині країни. Найбільш сонячні місяці — травень і червень, в середньому сонячне світло становить п'ять-сім годин на день. Хоча екстремальні погодні явища в Ірландії досить рідкісні порівняно з іншими країнами європейського континенту, вони трапляються. Атлантичні западини, що відбуваються переважно в грудні, січні та лютому, іноді можуть приносити силу вітру до 160 км/год або 99 миль/год до західних прибережних округів, причому зима 2013/14 була найбурхливішою за всю історію спостережень. У літні місяці, особливо наприкінці липня/початку серпня, можуть виникати грози.

## Температура
Ірландія відчуває брак екстремальних температур порівняно з іншими регіонами на подібних широтах.
Найтепліші райони знаходяться вздовж південно-західного узбережжя. На острові Валенсія найвища середня температура — 10,9 °C.
Найхолодніші райони знаходяться всередині країни, cередня температура — 9,3 °C.
Найвища температура, коли-небудь зареєстрована в Ірландії, становила 33,3 °C у замку Кілкенні 26 червня 1887 року. Найнижча температура була –19,1 °C у замку Маркрі 16 січня 1881.
Шість із десяти найтепліших років в Ірландії були з 1990 року. До кінця століття температура скрізь підніметься на 3,4 градуса.
Екстремальна спека та холод рідко бувають по всій країні. Літні температури вище 30 °C рідкісні, зазвичай трапляються кожні кілька років (2022, 2021, 2018, 2016, 2013, 2006, 2005, 2003, 1995, 1990, 1989, 1983, 1976 і 1975 роки є останніми прикладами), хоча вони зазвичай досягають високих 20-х років більшість літа. Сильні заморозки взимку трапляються лише зрідка, при температурах нижче -10 °C є дуже рідкісним явищем у низинах, а температура нижче нуля — рідкість у багатьох прибережних районах. Однак температура в горах Віклоу досягає -10 °C щорічно. 

### Мороз

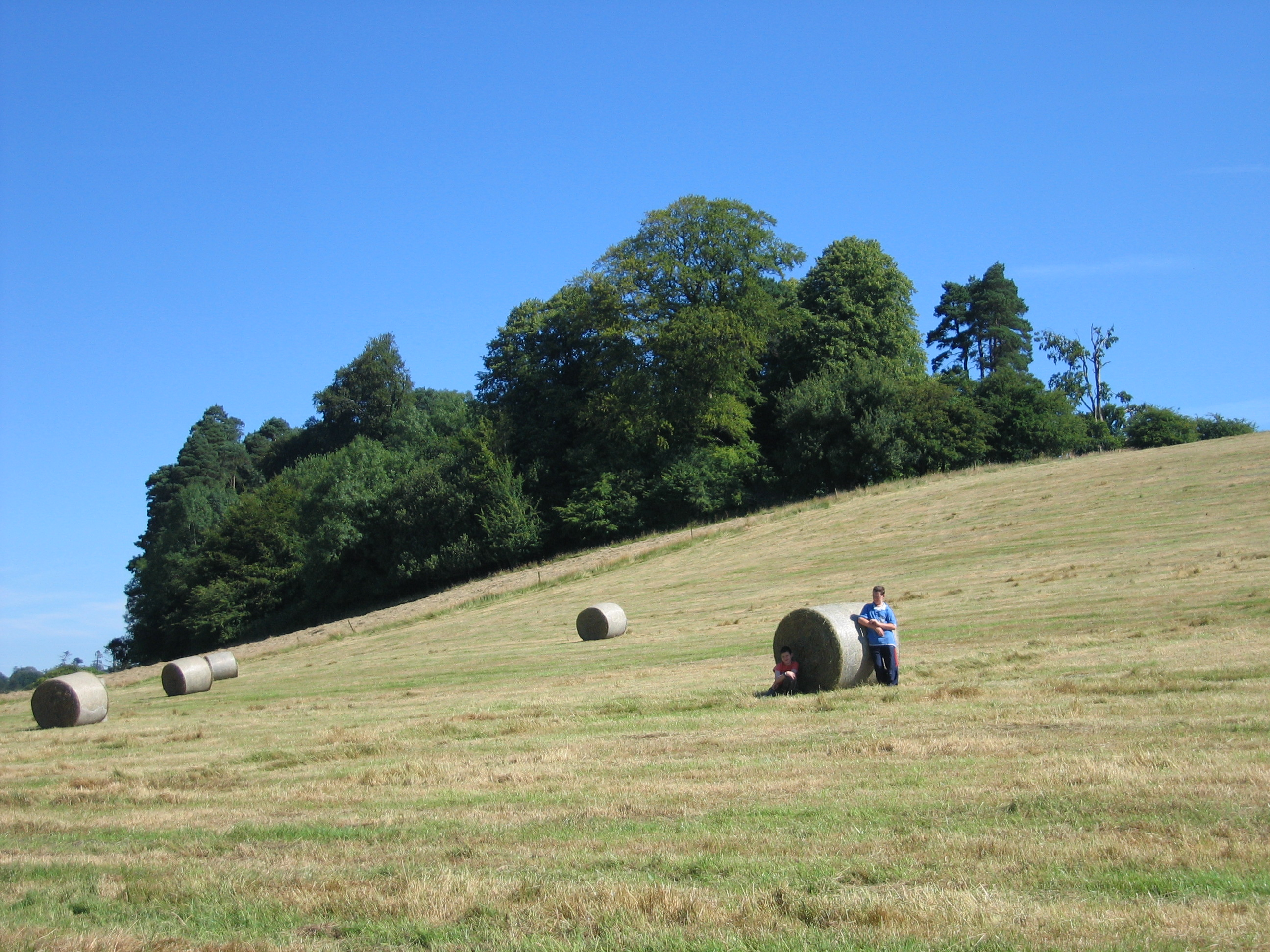
Липневе сонце в графстві Каван

Iнiй часто трапляються взимку, у більшості регіонів спостерігаються понад 40 днів заморозків щороку. У північних областях повітряні заморозки трапляються в середньому 10,2 дня кожного січня, місяця, в якому повітряні заморозки трапляються найчастіше. За останнє десятиліття кількість морозних днів в Ірландії значно скоротилася. Відомо, що найбільше сезонне зниження відбувається взимку.
Iнiй рідше на узбережжі, у містах, а також у західних і південних областях.
Рош-Пойнт, графство Корк, отримує найменшу кількість морозних днів: у середньому щорічно реєструється 7,0 днів з морозами.
Кілкенні, графство Кілкенні отримує найбільшу кількість днів з морозом, у середньому 53,0 дні з морозом на рік.
У Дубліні Дублінський аеропорт фіксує мороз повітря в середньому 24,3 дня на рік, тоді як на аеродромі Кейсмент мороз реєструє в середньому 41,3 дня на рік.

## Сонячнi

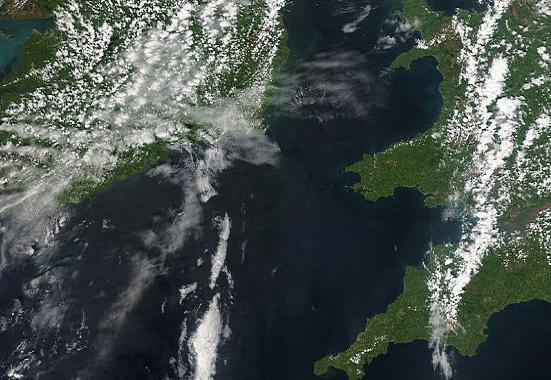
Супутниковий знімок, що показує внутрішній літній розвиток хмар над Ірландією та Великобританією

Найбільш сонячні місяці — травень і червень. Протягом цих місяців тривалість сонячного сяйва в середньому становить від 5 до 6½ годин на день. На південному сході найбільше сонячного світла, в середньому понад 7 годин на день на початку літа. Найбільш похмурий місяць — грудень, середньодобова тривалість сонячного сяйва коливається приблизно від 1 години на півночі до майже 2 годин на південному сході. Протягом року в цілому більшість областей отримують в середньому від 3¼ до 3¾ годин сонячного світла щодня. Приблизно половину часуІрландське небо повністю закрите хмарами.
Найбільш сонячна частина острова — південно-східне узбережжя. Росслер, графство Вексфорд, історично був найбільш сонячним районом, однак станцію Met Éireann було закрито у 2007 році. Найсонячнішою станцією протягом періоду з 1981 по 2010 рік була Ballyrichard HSE в Арклоу, яка отримувала в середньому 4,41 години сонячного світла на день.
Захід і північний захід країни, то найбільш хмарни частины острова. За період усереднення 1971—2000 рр. В графстве Мейо, був найхмарнішою станцією, отримуючи лише 1072 години сонячного світла на рік. З 1981 по 2010 рік Бірр, графство Оффалі, у Мідлендсі, була найбільш хмарною (похмурою) станцією, отримуючи в середньому 3,2 години сонячного світла на день, значно менше, ніж станції в Малін-Гед на півночі або Белмуллет на заході. Внутрішні території, як правило, отримують менше сонячного світла, ніж прибережні через конвективний розвиток хмар над сушею. Хмара розвивається через вертикальні потоки повітря, викликані тепловим нагріванням землі.

## Опади
Опади є найпоширенішою формою опадів на острові, і вони надзвичайно поширені по всій Ірландії, хоча деякі частини західного узбережжя отримують вдвічі більше опадів, ніж східне узбережжя. Опади в Ірландії зазвичай надходять із атлантичних фронтальних систем, які рухаються над островом на північний схід, несучи хмари та дощ. У більшій частині східної половини країни випадає від 750 до 1000 мм опадів на рік. Середня кількість опадів на заході становить від 1000 до 1250 мм (39,4 і 49,2 дюйма). У багатьох гірських районах кількість опадів перевищує 3000 мм (118,1 дюйма) на рік. Найбільш вологими місяцями майже скрізь є грудень і січень. Загалом квітень є найсухішим місяцем, але в багатьох південних регіонах найсухішим є червень.
Середня кількість «вологих днів» (днів з більш ніж 1 мм (0,039 дюйма) дощу) коливається від приблизно 151 дня на рік уздовж східного та південно-східного узбережжя до приблизно 225 днів на рік у деяких частинах заходу.
Найвологішою метеостанцією є Glanagimla, Leenane, Co. Galway, де в середньому випадає 2874,59 мм (113,17 дюйма) опадів на рік. Найвологішою синоптичною метеостанцією є острів Валентія, на якому в середньому випадає 1430,1 мм (56,30 дюйма) опадів на рік.
Найсухіша метеостанція в Рінгсенді, графство Дублін, де в середньому випадає 683 мм (26,89 дюйма) опадів на рік.
Метеостанція з найбільшою кількістю «вологих днів» — Белмуллет (193 дні на рік), станція з найменшою кількістю «вологих днів» — це Дублінський аеропорт (128 днів на рік).

#### Рекорди кількості опадів
Джерело:
- Найпосушливішим роком, зареєстрованим в Ірландії, був 1887 рік — 356,6 мм (14,04 дюйма) дощу, зареєстрованого в Гласневіні, графство Дублін.
- Найтриваліша посуха в Ірландії була в Лімерику між 3 квітня 1938 року і 10 травня 1938 року.
- Найбільша місячна сума становила 790,0 мм (31,10 дюйма) ; записаний у горах Куммера, графство Керрі, у жовтні 1996 року.
- Найбільша річна сума становила 3964,9 мм (156,10 дюйма) ; записана в Ballaghbeena Gap у 1960 році.
- Найбільший добовий показник склав 243,5 мм (9,59 дюйма) ; записаний 18 вересня 1993 рокуна озері Клун, графство Керрі.

### Снігопад

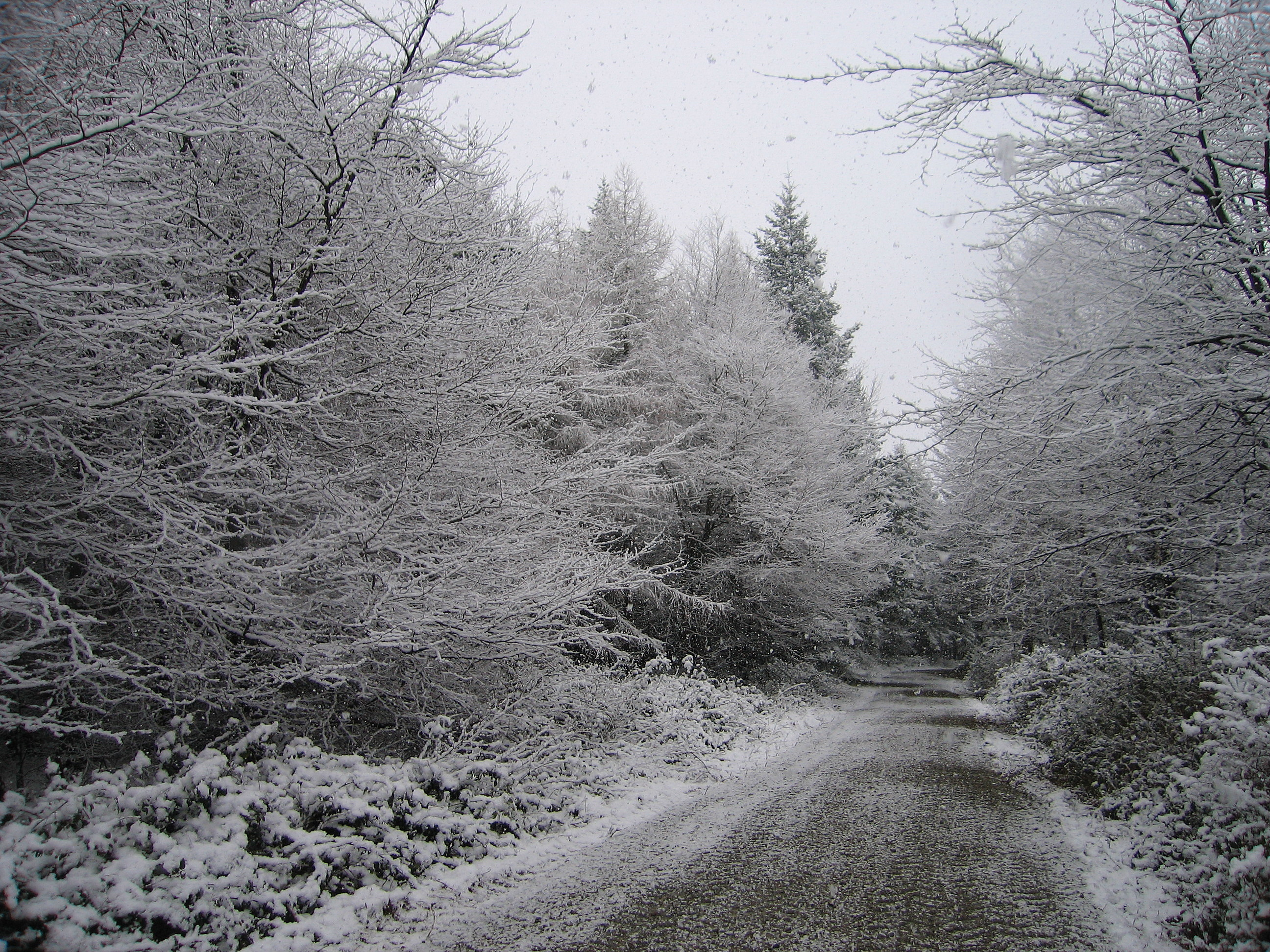
Сніг у Віклоу

Сильна холодна погода є рідкістю в Ірландії, оскільки більшість зимових опадів випадає у вигляді дощу, хоча на пагорбах і в гірських районах країни зазвичай буває до 30 днів снігопаду на рік. Більшість низинних регіонів острова бачать лише кілька днів лежачого снігу на рік (з грудня по березень включно), або можуть не бачити снігу взагалі протягом деяких зим.
Проте є підготовка до снігу та льоду, включаючи розподіл піску, солі та інших корисних копалин, які очищаються від снігу.
Через мінливість (головним чином через вплив Атлантичного океану, Гольфстріму та північноатлантичного дрейфу, а також через північну широту Ірландії та вразливість до сибірських/арктичних вітрів). Вищезазначені фактори роблять можливими як надзвичайно низькі температури, так і відносно помірні температури.
Найбільш сніжною метеостанцією є Клоунз, графство Монаган.Найменш сніжною метеостанцією є острів Валентія, графство Керрі ; яка отримує в середньому 5,6 днів снігу та/або мокрого снігу на рік. З них 0,8 доби сніг лежить о 09:00.

### Град
Град, як сніг і мокрий сніг, також рідко зустрічається в Ірландії. Найчастіше зустрічається навесні під час грози.
Малін-Хед, отримує найбільше граду, в середньому 48,4 днів на рік.
Рош-Пойнт, графство Корк, в середньому 8,0 днів на рік отримує найменше граду.

### Грози
Грози досить рідкісні в Ірландії. Вони частіше відбуваються наприкінці весни.
Аеропорт Корк, графство Корк, відчуває найменше грому.
Острів Валентія, графство Керрі відчуває найбільше грому.

## Кліматичні карти
| Кліматограма Belmullet (1981-2010)                                                       | Кліматограма Belmullet (1981-2010) | Кліматограма Belmullet (1981-2010) | Кліматограма Belmullet (1981-2010) | Кліматограма Belmullet (1981-2010) | Кліматограма Belmullet (1981-2010) | Кліматограма Belmullet (1981-2010) | Кліматограма Belmullet (1981-2010) | Кліматограма Belmullet (1981-2010) | Кліматограма Belmullet (1981-2010) | Кліматограма Belmullet (1981-2010) | Кліматограма Belmullet (1981-2010) |
| ---------------------------------------------------------------------------------------- | ---------------------------------- | ---------------------------------- | ---------------------------------- | ---------------------------------- | ---------------------------------- | ---------------------------------- | ---------------------------------- | ---------------------------------- | ---------------------------------- | ---------------------------------- | ---------------------------------- |
| С                                                                                        | Л                                  | Б                                  | К                                  | Т                                  | Ч                                  | Л                                  | С                                  | В                                  | Ж                                  | Л                                  | Г                                  |
| 134 9 4                                                                                  | 97 9 4                             | 99 10 5                            | 72 12 6                            | 70 15 8                            | 72 16 10                           | 79 18 12                           | 102 18 12                          | 102 17 11                          | 146 14 8                           | 134 11 6                           | 137 9 4                            |
| Середня макс. і мін. температури повітря (°C) Атмосферні опади (мм), за рік : 1244,8 мм. |                                    |                                    |                                    |                                    |                                    |                                    |                                    |                                    |                                    |                                    |                                    |

| Кліматограма Casement Aerodrome (1981-2010)                                             | Кліматограма Casement Aerodrome (1981-2010) | Кліматограма Casement Aerodrome (1981-2010) | Кліматограма Casement Aerodrome (1981-2010) | Кліматограма Casement Aerodrome (1981-2010) | Кліматограма Casement Aerodrome (1981-2010) | Кліматограма Casement Aerodrome (1981-2010) | Кліматограма Casement Aerodrome (1981-2010) | Кліматограма Casement Aerodrome (1981-2010) | Кліматограма Casement Aerodrome (1981-2010) | Кліматограма Casement Aerodrome (1981-2010) | Кліматограма Casement Aerodrome (1981-2010) |
| --------------------------------------------------------------------------------------- | ------------------------------------------- | ------------------------------------------- | ------------------------------------------- | ------------------------------------------- | ------------------------------------------- | ------------------------------------------- | ------------------------------------------- | ------------------------------------------- | ------------------------------------------- | ------------------------------------------- | ------------------------------------------- |
| С                                                                                       | Л                                           | Б                                           | К                                           | Т                                           | Ч                                           | Л                                           | С                                           | В                                           | Ж                                           | Л                                           | Г                                           |
| 64 8 2                                                                                  | 49 8 2                                      | 51 10 3                                     | 52 12 4                                     | 59 15 7                                     | 63 18 9                                     | 54 20 12                                    | 72 20 11                                    | 60 17 10                                    | 82 14 7                                     | 74 10 4                                     | 76 8 2                                      |
| Середня макс. і мін. температури повітря (°C) Атмосферні опади (мм), за рік : 754,3 мм. |                                             |                                             |                                             |                                             |                                             |                                             |                                             |                                             |                                             |                                             |                                             |

| Кліматограма Clones (1978-2007)                                                         | Кліматограма Clones (1978-2007) | Кліматограма Clones (1978-2007) | Кліматограма Clones (1978-2007) | Кліматограма Clones (1978-2007) | Кліматограма Clones (1978-2007) | Кліматограма Clones (1978-2007) | Кліматограма Clones (1978-2007) | Кліматограма Clones (1978-2007) | Кліматограма Clones (1978-2007) | Кліматограма Clones (1978-2007) | Кліматограма Clones (1978-2007) |
| --------------------------------------------------------------------------------------- | ------------------------------- | ------------------------------- | ------------------------------- | ------------------------------- | ------------------------------- | ------------------------------- | ------------------------------- | ------------------------------- | ------------------------------- | ------------------------------- | ------------------------------- |
| С                                                                                       | Л                               | Б                               | К                               | Т                               | Ч                               | Л                               | С                               | В                               | Ж                               | Л                               | Г                               |
| 88 7 2                                                                                  | 71 8 2                          | 84 10 3                         | 62 12 4                         | 63 15 7                         | 71 17 10                        | 71 19 11                        | 89 19 11                        | 76 17 9                         | 103 13 7                        | 85 10 4                         | 98 8 2                          |
| Середня макс. і мін. температури повітря (°C) Атмосферні опади (мм), за рік : 960,4 мм. |                                 |                                 |                                 |                                 |                                 |                                 |                                 |                                 |                                 |                                 |                                 |

| Кліматограма Cork Airport (1981-2010)                                                  | Кліматограма Cork Airport (1981-2010) | Кліматограма Cork Airport (1981-2010) | Кліматограма Cork Airport (1981-2010) | Кліматограма Cork Airport (1981-2010) | Кліматограма Cork Airport (1981-2010) | Кліматограма Cork Airport (1981-2010) | Кліматограма Cork Airport (1981-2010) | Кліматограма Cork Airport (1981-2010) | Кліматограма Cork Airport (1981-2010) | Кліматограма Cork Airport (1981-2010) | Кліматограма Cork Airport (1981-2010) |
| -------------------------------------------------------------------------------------- | ------------------------------------- | ------------------------------------- | ------------------------------------- | ------------------------------------- | ------------------------------------- | ------------------------------------- | ------------------------------------- | ------------------------------------- | ------------------------------------- | ------------------------------------- | ------------------------------------- |
| С                                                                                      | Л                                     | Б                                     | К                                     | Т                                     | Ч                                     | Л                                     | С                                     | В                                     | Ж                                     | Л                                     | Г                                     |
| 131 8 3                                                                                | 98 8 3                                | 98 10 4                               | 77 12 5                               | 82 14 7                               | 81 17 10                              | 79 19 12                              | 97 19 12                              | 95 17 10                              | 138 13 8                              | 120 10 5                              | 133 9 4                               |
| Середня макс. і мін. температури повітря (°C) Атмосферні опади (мм), за рік : 1228 мм. |                                       |                                       |                                       |                                       |                                       |                                       |                                       |                                       |                                       |                                       |                                       |

| Кліматограма Dublin Airport (1981-2010)                                               | Кліматограма Dublin Airport (1981-2010) | Кліматограма Dublin Airport (1981-2010) | Кліматограма Dublin Airport (1981-2010) | Кліматограма Dublin Airport (1981-2010) | Кліматограма Dublin Airport (1981-2010) | Кліматограма Dublin Airport (1981-2010) | Кліматограма Dublin Airport (1981-2010) | Кліматограма Dublin Airport (1981-2010) | Кліматограма Dublin Airport (1981-2010) | Кліматограма Dublin Airport (1981-2010) | Кліматограма Dublin Airport (1981-2010) |
| ------------------------------------------------------------------------------------- | --------------------------------------- | --------------------------------------- | --------------------------------------- | --------------------------------------- | --------------------------------------- | --------------------------------------- | --------------------------------------- | --------------------------------------- | --------------------------------------- | --------------------------------------- | --------------------------------------- |
| С                                                                                     | Л                                       | Б                                       | К                                       | Т                                       | Ч                                       | Л                                       | С                                       | В                                       | Ж                                       | Л                                       | Г                                       |
| 63 8 2                                                                                | 49 8 2                                  | 53 10 3                                 | 54 12 5                                 | 60 15 7                                 | 67 18 10                                | 56 20 12                                | 73 19 12                                | 60 17 10                                | 79 14 7                                 | 73 10 5                                 | 73 8 3                                  |
| Середня макс. і мін. температури повітря (°C) Атмосферні опади (мм), за рік : 758 мм. |                                         |                                         |                                         |                                         |                                         |                                         |                                         |                                         |                                         |                                         |                                         |

| Кліматограма Kilkenny (1978-2007)                                                       | Кліматограма Kilkenny (1978-2007) | Кліматограма Kilkenny (1978-2007) | Кліматограма Kilkenny (1978-2007) | Кліматограма Kilkenny (1978-2007) | Кліматограма Kilkenny (1978-2007) | Кліматограма Kilkenny (1978-2007) | Кліматограма Kilkenny (1978-2007) | Кліматограма Kilkenny (1978-2007) | Кліматограма Kilkenny (1978-2007) | Кліматограма Kilkenny (1978-2007) | Кліматограма Kilkenny (1978-2007) |
| --------------------------------------------------------------------------------------- | --------------------------------- | --------------------------------- | --------------------------------- | --------------------------------- | --------------------------------- | --------------------------------- | --------------------------------- | --------------------------------- | --------------------------------- | --------------------------------- | --------------------------------- |
| С                                                                                       | Л                                 | Б                                 | К                                 | Т                                 | Ч                                 | Л                                 | С                                 | В                                 | Ж                                 | Л                                 | Г                                 |
| 78 8 2                                                                                  | 66 9 2                            | 68 11 3                           | 56 13 4                           | 60 16 7                           | 61 18 9                           | 55 20 11                          | 78 20 11                          | 69 18 9                           | 95 14 7                           | 80 11 4                           | 90 9 2                            |
| Середня макс. і мін. температури повітря (°C) Атмосферні опади (мм), за рік : 857,4 мм. |                                   |                                   |                                   |                                   |                                   |                                   |                                   |                                   |                                   |                                   |                                   |

| Кліматограма Malin Head (1981-2010)                                                      | Кліматограма Malin Head (1981-2010) | Кліматограма Malin Head (1981-2010) | Кліматограма Malin Head (1981-2010) | Кліматограма Malin Head (1981-2010) | Кліматограма Malin Head (1981-2010) | Кліматограма Malin Head (1981-2010) | Кліматограма Malin Head (1981-2010) | Кліматограма Malin Head (1981-2010) | Кліматограма Malin Head (1981-2010) | Кліматограма Malin Head (1981-2010) | Кліматограма Malin Head (1981-2010) |
| ---------------------------------------------------------------------------------------- | ----------------------------------- | ----------------------------------- | ----------------------------------- | ----------------------------------- | ----------------------------------- | ----------------------------------- | ----------------------------------- | ----------------------------------- | ----------------------------------- | ----------------------------------- | ----------------------------------- |
| С                                                                                        | Л                                   | Б                                   | К                                   | Т                                   | Ч                                   | Л                                   | С                                   | В                                   | Ж                                   | Л                                   | Г                                   |
| 117 8 4                                                                                  | 85 8 4                              | 86 9 4                              | 63 11 6                             | 57 13 8                             | 69 15 10                            | 77 17 12                            | 93 17 12                            | 92 16 11                            | 118 13 9                            | 105 10 6                            | 114 9 4                             |
| Середня макс. і мін. температури повітря (°C) Атмосферні опади (мм), за рік : 1076,1 мм. |                                     |                                     |                                     |                                     |                                     |                                     |                                     |                                     |                                     |                                     |                                     |

| Кліматограма Mullingar (1979-2008)                                                      | Кліматограма Mullingar (1979-2008) | Кліматограма Mullingar (1979-2008) | Кліматограма Mullingar (1979-2008) | Кліматограма Mullingar (1979-2008) | Кліматограма Mullingar (1979-2008) | Кліматограма Mullingar (1979-2008) | Кліматограма Mullingar (1979-2008) | Кліматограма Mullingar (1979-2008) | Кліматограма Mullingar (1979-2008) | Кліматограма Mullingar (1979-2008) | Кліматограма Mullingar (1979-2008) |
| --------------------------------------------------------------------------------------- | ---------------------------------- | ---------------------------------- | ---------------------------------- | ---------------------------------- | ---------------------------------- | ---------------------------------- | ---------------------------------- | ---------------------------------- | ---------------------------------- | ---------------------------------- | ---------------------------------- |
| С                                                                                       | Л                                  | Б                                  | К                                  | Т                                  | Ч                                  | Л                                  | С                                  | В                                  | Ж                                  | Л                                  | Г                                  |
| 92 7 2                                                                                  | 72 8 2                             | 78 10 3                            | 62 12 4                            | 69 15 6                            | 71 17 9                            | 62 19 11                           | 81 19 11                           | 74 17 9                            | 102 13 6                           | 82 10 4                            | 97 8 2                             |
| Середня макс. і мін. температури повітря (°C) Атмосферні опади (мм), за рік : 941,3 мм. |                                    |                                    |                                    |                                    |                                    |                                    |                                    |                                    |                                    |                                    |                                    |

| Кліматограма Shannon Airport (1981-2010)                                                | Кліматограма Shannon Airport (1981-2010) | Кліматограма Shannon Airport (1981-2010) | Кліматограма Shannon Airport (1981-2010) | Кліматограма Shannon Airport (1981-2010) | Кліматограма Shannon Airport (1981-2010) | Кліматограма Shannon Airport (1981-2010) | Кліматограма Shannon Airport (1981-2010) | Кліматограма Shannon Airport (1981-2010) | Кліматограма Shannon Airport (1981-2010) | Кліматограма Shannon Airport (1981-2010) | Кліматограма Shannon Airport (1981-2010) |
| --------------------------------------------------------------------------------------- | ---------------------------------------- | ---------------------------------------- | ---------------------------------------- | ---------------------------------------- | ---------------------------------------- | ---------------------------------------- | ---------------------------------------- | ---------------------------------------- | ---------------------------------------- | ---------------------------------------- | ---------------------------------------- |
| С                                                                                       | Л                                        | Б                                        | К                                        | Т                                        | Ч                                        | Л                                        | С                                        | В                                        | Ж                                        | Л                                        | Г                                        |
| 102 9 3                                                                                 | 76 9 3                                   | 79 11 5                                  | 59 13 6                                  | 65 16 8                                  | 70 18 11                                 | 66 20 13                                 | 82 20 13                                 | 76 18 11                                 | 105 14 8                                 | 94 11 6                                  | 104 9 4                                  |
| Середня макс. і мін. температури повітря (°C) Атмосферні опади (мм), за рік : 977,5 мм. |                                          |                                          |                                          |                                          |                                          |                                          |                                          |                                          |                                          |                                          |                                          |

| Кліматограма Valentia Island (1981-2010)                                                 | Кліматограма Valentia Island (1981-2010) | Кліматограма Valentia Island (1981-2010) | Кліматограма Valentia Island (1981-2010) | Кліматограма Valentia Island (1981-2010) | Кліматограма Valentia Island (1981-2010) | Кліматограма Valentia Island (1981-2010) | Кліматограма Valentia Island (1981-2010) | Кліматограма Valentia Island (1981-2010) | Кліматограма Valentia Island (1981-2010) | Кліматограма Valentia Island (1981-2010) | Кліматограма Valentia Island (1981-2010) |
| ---------------------------------------------------------------------------------------- | ---------------------------------------- | ---------------------------------------- | ---------------------------------------- | ---------------------------------------- | ---------------------------------------- | ---------------------------------------- | ---------------------------------------- | ---------------------------------------- | ---------------------------------------- | ---------------------------------------- | ---------------------------------------- |
| С                                                                                        | Л                                        | Б                                        | К                                        | Т                                        | Ч                                        | Л                                        | С                                        | В                                        | Ж                                        | Л                                        | Г                                        |
| 174 10 5                                                                                 | 124 10 5                                 | 124 11 5                                 | 97 13 6                                  | 94 15 8                                  | 95 17 11                                 | 99 18 13                                 | 115 18 13                                | 125 17 11                                | 177 14 9                                 | 169 12 7                                 | 165 10 5                                 |
| Середня макс. і мін. температури повітря (°C) Атмосферні опади (мм), за рік : 1557,4 мм. |                                          |                                          |                                          |                                          |                                          |                                          |                                          |                                          |                                          |                                          |                                          |